# La Gifle
La Gifle is een Frans-Italiaanse film van Claude Pinoteau die uitgebracht werd in 1974.
De film lokte veel volk en was een van de meest succesvolle Franse films in Frankrijk van dat jaar.

## Verhaal
Jean Douélan is een vijftigjarige leraar aardrijkskunde in Parijs. Hij heeft het niet gemakkelijk. Sinds zijn vrouw hem acht jaar geleden heeft laten zitten staat hij alleen in voor de opvoeding van zijn achttienjarige dochter Isabelle. Op zijn school dreigt hij ontslagen te worden omdat hij tijdens een betoging gevochten heeft met de politie die een student aftuigde. Zijn vriendin ziet hun relatie niet meer zitten.
Tot overmaat van ramp vertelt Isabelle hem dat ze haar studies geneeskunde wil stopzetten, dat ze vrij en onafhankelijk wil worden en samenwonen met haar vriend Marc. Er volgt een hoogoplopende woordenwisseling tussen vader en dochter. Jean raakt zo buiten zichzelf dat hij Isabelle een hevige klap in het gezicht geeft.

## Rolverdeling
| Acteur           | Personage                             |
| ---------------- | ------------------------------------- |
| Lino Ventura     | Jean Douélan                          |
| Isabelle Adjani  | Isabelle Douélan                      |
| Francis Perrin   | Marc Morillon, de vriend van Isabelle |
| Annie Girardot   | Hélène Douélan, de ex-vrouw van Jean  |
| Jacques Spiesser | Rémy Abeillé                          |
| Georges Wilson   | Pierre                                |
| Nicole Courcel   | Madeleine, de vriendin van Jean       |
| Nathalie Baye    | Christine Abeillé                     |
| Robert Hardy     | Robert Dickinson                      |
| Michel Aumont    | Charvin                               |
| Richard Berry    | een student                           |
| Robert Dalban    | de conciërge van de school            |
| André Dussollier | de voetbalspeler                      |
| Charles Gérard   | de buurman van Christine              |